# Christensenbreen
Christensenbreen är en glaciär på sydkusten på Bouvetön (Norge), 2 km öster om Cato Point. Glaciären blev kartlagd 1898 av den tyska expeditionen under Karl Chun och återbesökt 1927 av en norsk expedition under Harald Horntvedt. Den namngavs av Horntvedt efter Lars Christensen som sponsrade expeditionen. Christensen Glacier ligger 156 meter över havet.